# Episodi di MPU - Missing Persons Unit (seconda stagione)
La seconda stagione di MPU - Missing Persons Unit è stata trasmessa in Belgio dal 22 marzo 2010 al 24 maggio 2010.
In Italia è trasmessa dal 20 febbraio 2015 dal canale Giallo.
| N. | Titolo originale  | Titolo Italiano            | Prima TV Belgio | Prima TV Italia  |
| -- | ----------------- | -------------------------- | --------------- | ---------------- |
| 1  | Lena              | Lena                       | 22 marzo 2010   | 20 febbraio 2015 |
| 2  | Elise             | Elise                      | 29 marzo 2010   | 20 febbraio 2015 |
| 3  | Vincent           | Vincent                    | 5 aprile 2010   | 27 febbraio 2015 |
| 4  | Tessa             | Tessa                      | 12 aprile 2010  | 27 febbraio 2015 |
| 5  | Arne              | Arne                       | 19 aprile 2010  | 6 marzo 2015     |
| 6  | Julie             | Julie                      | 26 aprile 2010  | 6 marzo 2015     |
| 7  | Valentina         | Valentina                  | 3 maggio 2010   | 13 marzo 2015    |
| 8  | Mike              | Mike                       | 10 maggio 2010  | 13 marzo 2015    |
| 9  | Meisje X - Deel 1 | Ragazza in rete - 1ª parte | 17 maggio 2010  | 20 marzo 2015    |
| 10 | Meisje X - Deel 2 | Ragazza in rete - 2ª parte | 24 maggio 2010  | 20 marzo 2015    |